# Infiniti Q70
Infiniti Q70 — серия автомобилей бизнес-класса японского автомобилестроительного бренда Infiniti. До 2013 года носил название Infiniti "M". В начале 90-х буквой "M" обозначались только спортивные автомобили марки - так, с 1990-го по 1992 год выпускалась Infiniti M30, продававшаяся в кузовах купе и кабриолет. С 2002 года Infiniti начала продавать под этим обозначением среднеразмерные седаны бизнес-класса (Е-класс), не имеющие ничего общего с прежними моделями. В том же году началось производство и продажа Infiniti M45 в кузове Y34, закрытое в 2004-м году в связи с низким уровнем продаж модели. На смену ей в 2005 году пришла Infiniti M35/M45 в кузове Y50, которая выпускалась до 2010 года. 1-го марта 2010 года начались продажи Infiniti "M" в кузове Y51. Основными конкурентами Infiniti "M" являются BMW 5, Mercedes-Benz E-класса, Lexus GS и другие заднеприводные седаны бизнес-класса. Все автомобили марки Infiniti, включая серию "М", в Японии продаются под своим "родным" брендом Nissan. Так, первое поколение модели продавалось как Nissan Leopard, второе - как Nissan Gloria, а два последних поколения под брендом Nissan Fuga.

## Первое поколение
Новинка 1990 года М30 продавалась только как купе. Автомобиль имел двигатель V6 объемом 3,0 л. В 1991 появился кабриолет. Это первое из двух купе во всей линейке, наряду с G35, вышедшим в 2003г.

## Второе поколение
M45 был основан на серии 2003-Y34 Nissan Gloria / Nissan Cedric, имел двигатель Nissan VK45DE V8.

## Третье поколение
В 2006 Infiniti полностью обновила линейку "М", чтобы конкурировать с такими лидерами сегмента, как BMW 5 серии и Mersedes-Benz Е-класса. Использована гораздо более жёсткая версия платформы Nissan G35/350Z/FX и с двигателем VQ-серии 280 л.с. (208 кВт) 3,5 л V6 для М35, или Q45 S 335 л.с. (249 кВт) 4,5 л V8 в М45. В Японии Infiniti "M" известен как Nissan Fuga. Автомобильная пресса наградила серию "М" многими престижными наградами. Несмотря на жесткую конкуренцию в сегменте, Infiniti "M" имеет ряд конкурентных преимуществ. Оба автомобиля — и M35 и M45 являются самыми быстрыми в своем классе (0-60 в 6,3 и 5,4 секунды, соответственно).
Полноприводной моделью является M35x, которая использует технологию ATTESA-ETS, сохраняющей привод на задние колёса до обнаружения скользкой поверхности.
Новый "М" был выпущен примерно одновременно с Lexus GS. Первые несколько месяцев продаж превзошли все смелые ожидания. Цена в США (в долларах США) примерно составляла $ 40000-55000.

### Рестайлинг
В 2008 году модели "M" серии претерпели незначительные изменения. Обновлённая модель прибавила 45 мм в длину, 50 мм в ширину и стала ниже на 9 мм. Автомобиль получил множество электронных систем, таких, как активный круиз-контроль, система слежения за разметкой, система предотвращения случайных перестроений и полноуправляемое шасси с активным рулём и задними поворачивающимися колёсами, дебютировавшее на модели предыдущего поколения.

## Четвёртое поколение
В 2010 вышел новый Infiniti "M" - M25, который выпускается только в заднеприводном исполнении;
М37x (двигатель V6 3,7 л, 24 клапана 330 л.с.) - выпускается только в полноприводном исполнении;
М56 (двигатель V8 5,6 л 32 клапана), может быть как заднеприводным, так и полноприводным; M30d (дизельный двигатель V6 3,0 л 24 клапана) (был доступен до 2014 года); M35h гибрид (двигатель V6 3,5 л 24 клапана).
В 2013 году все автомобили получили название Q70.

### Рестайлинг
В 2014 году была показана обновлённая версия Q70. Автомобиль получил новое оформление передней и задней частей. Кроме того была показана удлинённая версия Q70L. Гамма двигателей осталась прежней.

### Продажи в России
| Год  | Infiniti M, шт. | Infiniti Q70, шт. |
| ---- | --------------- | ----------------- |
| 2010 | 298             | —                 |
| 2011 | 678             | —                 |
| 2012 | 1013            | —                 |
| 2013 | 727             | —                 |
| 2014 | —               | 462               |
| 2015 | —               | 319               |
| 2016 | —               | 245               |
| 2017 | —               | 218               |
| 2018 | —               | 13                |